# ناردین ملاحسینوویچ
ناردین ملاحسینوویچ (انگلیسی: Nardin Mulahusejnović؛ زادهٔ ۹ فوریهٔ ۱۹۹۸) بازیکن فوتبال اهل بوسنی و هرزگوین است که در حال حاضر برای زرینسکی موستار در پست مهاجم بازی می‌کند.
از باشگاه‌هایی که در آن بازی کرده است می‌توان به دینامو مخاچ‌قلعه و ژلیزنیچار سارایوو اشاره کرد.
وی همچنین در تیم ملی فوتبال زیر ۲۱ سال بوسنی و هرزگوین بازی کرده است.

## دوران باشگاهی

### دوران اولیه
ملاحسینوویچ در آکادمی جوانان براتستوو گراچانیتسا رشد کرد و همچنین مدتی را در سیستم جوانان ژلیزنیچار سارایوو گذراند. او در ۵ مارس ۲۰۱۶ در سن ۱۸ سالگی مقابل یدینستوو بیهاچ اولین بازی خود را انجام داد. بیش از یک سال بعد، در ۱۱ مارس ۲۰۱۷، او اولین گل بزرگسالان خود را به ثمر رساند.
در ژوئن ۲۰۱۷، ملاحسینوویچ با زرینسکی موستار قرارداد چندساله‌ای امضا کرد. در ژانویه ۲۰۱۸، او به مدت شش ماه به صورت قرضی به گوشت گابلا فرستاده شد.

### ماریبور
در ۲۹ ژوئن ۲۰۱۸، ملاحسینوویچ با ماریبور اسلوونی قراردادی چهارساله امضا کرد. او اولین جام خود را در ۱۵ مه ۲۰۱۹ با این باشگاه کسب کرد، زمانی که آن‌ها قهرمان لیگ شدند. یک هفته بعد، او اولین بازی رسمی خود را برای ماریبور برابر کرشکو انجام داد.
ملاحسینوویچ اولین گل خود را برای این تیم در برابر تریگلاو در ۱۳ ژوئیه ۲۰۱۹ به ثمر رساند.

### دینامو مخاچ‌قلعه
قرارداد ملاحسینوویچ با باشگاه روسی دینامو مخاچ‌قلعه در ۸ ژوئن ۲۰۲۳ با توافق دو طرفه فسخ شد.